# Porsche Tennis Grand Prix 2021 - Qualificazioni singolare
Le qualificazioni del singolare del Porsche Tennis Grand Prix 2021 sono un torneo di tennis preliminare per accedere alla fase finale della manifestazione. Le vincitrici dell'ultimo turno sono entrati di diritto nel tabellone principale. In caso di ritiro di una o più giocatrici aventi diritto a questi sono subentrati i Lucky loser, ossia i giocatori che hanno perso nell'ultimo turno ma che avevano una classifica più alta rispetto agli altri partecipanti che avevano comunque perso nel turno finale.

## Teste di serie
1. Margarita Gasparjan (primo turno)
2. Varvara Gračëva (ultimo turno)
3. Wang Yafan (ritirata)
4. Anna-Lena Friedsam
5. Stefanie Vögele (qualificata)
6. Tamara Korpatsch (ultimo turno)

1. Mona Barthel (qualificata)
2. Daniela Seguel (primo turno)
3. Jana Fett (primo turno)
4. Indy de Vroome (primo turno)
5. Antonia Lottner (primo turno)
6. Laura Ioana Paar (primo turno)

### Qualificate
1. Nastasja Schunk
2. Mona Barthel
3. Ulrikke Eikeri

1. Anna-Lena Friedsam
2. Stefanie Vögele
3. Julia Middendorf

## Tabellone

### Legenda
| - Q = Qualificato - WC = Wild card - LL = Lucky loser | - ALT = Alternate - SE = Special Exempt - PR = Protected Ranking | - w/o = Walkover - r = Ritirato - d = Squalificato |

### Sezione 1
|  | Primo turno | Primo turno         | Primo turno         | Primo turno | Primo turno |  |  | Ultimo turno | Ultimo turno     | Ultimo turno     | Ultimo turno | Ultimo turno |  |
|  |             |                     |                     |             |             |  |  |              |                  |                  |              |              |  |
|  | 1           | Margarita Gasparjan | Margarita Gasparjan | 3           | 4           |  |  |              |                  |                  |              |              |  |
|  | WC          | Noma Noha Akugue    | Noma Noha Akugue    | 6           | 6           |  |  | WC           | Noma Noha Akugue | Noma Noha Akugue | 0            | 4            |  |
|  | WC          | Nastasja Schunk     | Nastasja Schunk     | 6           | 6           |  |  | WC           | Nastasja Schunk  | Nastasja Schunk  | 6            | 6            |  |
|  | 8           | Daniela Seguel      | Daniela Seguel      | 4           | 4           |  |  |              |                  |                  |              |              |  |

### Sezione 2
|  | Primo turno | Primo turno           | Primo turno           | Primo turno | Primo turno |  |  | Ultimo turno | Ultimo turno    | Ultimo turno | Ultimo turno | Ultimo turno |  |
|  |             |                       |                       |             |             |  |  |              |                 |              |              |              |  |
|  | 2           | Varvara Gračëva       | Varvara Gračëva       | 6           | 7           |  |  |              |                 |              |              |              |  |
|  |             | Bethanie Mattek-Sands | Bethanie Mattek-Sands | 2           | 5           |  |  | 2            | Varvara Gračëva | 2            | 6            | 3            |  |
|  |             | Martina Caregaro      | Martina Caregaro      | 1           | 4           |  |  | 7            | Mona Barthel    | 6            | 3            | 6            |  |
|  | 7           | Mona Barthel          | Mona Barthel          | 6           | 6           |  |  |              |                 |              |              |              |  |

### Sezione 3
|  | Primo turno | Primo turno        | Primo turno        | Primo turno | Primo turno |  |  | Ultimo turno | Ultimo turno       | Ultimo turno       | Ultimo turno | Ultimo turno |  |
|  |             |                    |                    |             |             |  |  |              |                    |                    |              |              |  |
|  | Alt         | Angelica Moratelli | Angelica Moratelli | 6           | 7           |  |  |              |                    |                    |              |              |  |
|  |             | Tena Lukas         | Tena Lukas         | 0           | 5           |  |  | Alt          | Angelica Moratelli | Angelica Moratelli | 3            | 4            |  |
|  |             | Ulrikke Eikeri     | 3                  | 6           | 6           |  |  |              | Ulrikke Eikeri     | Ulrikke Eikeri     | 6            | 6            |  |
|  | 11          | Antonia Lottner    | 6                  | 3           | 3           |  |  |              |                    |                    |              |              |  |

### Sezione 4
|  | Primo turno | Primo turno        | Primo turno        | Primo turno | Primo turno |  |  | Ultimo turno | Ultimo turno       | Ultimo turno       | Ultimo turno | Ultimo turno |  |
|  |             |                    |                    |             |             |  |  |              |                    |                    |              |              |  |
|  | 4           | Anna-Lena Friedsam | 6                  | 4           | 6           |  |  |              |                    |                    |              |              |  |
|  |             | Stephanie Wagner   | 4                  | 6           | 3           |  |  |              | Anna-Lena Friedsam | Anna-Lena Friedsam | 6            | 6            |  |
|  |             | Ekaterine Gorgodze | Ekaterine Gorgodze | 6           | 6           |  |  |              | Ekaterine Gorgodze | Ekaterine Gorgodze | 3            | 1            |  |
|  | 10          | Indy de Vroome     | Indy de Vroome     | 2           | 2           |  |  |              |                    |                    |              |              |  |

### Sezione 5
|  | Primo turno | Primo turno       | Primo turno       | Primo turno | Primo turno |  |  | Ultimo turno | Ultimo turno      | Ultimo turno      | Ultimo turno | Ultimo turno |  |
|  |             |                   |                   |             |             |  |  |              |                   |                   |              |              |  |
|  | 5           | Stefanie Vögele   | Stefanie Vögele   | 6           | 6           |  |  |              |                   |                   |              |              |  |
|  | PR          | Anna Zaja         | Anna Zaja         | 1           | 3           |  |  | 5            | Stefanie Vögele   | Stefanie Vögele   | 6            | 6            |  |
|  |             | Katharina Gerlach | Katharina Gerlach | 6           | 7           |  |  |              | Katharina Gerlach | Katharina Gerlach | 3            | 1            |  |
|  | 12          | Laura Ioana Paar  | Laura Ioana Paar  | 3           | 5           |  |  |              |                   |                   |              |              |  |

### Sezione 6
|  | Primo turno | Primo turno      | Primo turno | Primo turno | Primo turno |  |  | Ultimo turno | Ultimo turno     | Ultimo turno | Ultimo turno | Ultimo turno |  |
|  |             |                  |             |             |             |  |  |              |                  |              |              |              |  |
|  | 6           | Tamara Korpatsch | 2           | 6           | 6           |  |  |              |                  |              |              |              |  |
|  | WC          | Alexandra Vecic  | 6           | 4           | 2           |  |  | 6            | Tamara Korpatsch | 6            | 3            | 0            |  |
|  | WC          | Julia Middendorf | 4           | 6           | 6           |  |  | WC           | Julia Middendorf | 2            | 6            | 6            |  |
|  | 9           | Jana Fett        | 6           | 1           | 3           |  |  |              |                  |              |              |              |  |